# Линейни кораби тип „Нагато“
Нагато (на японски: 長門, на английски: Nagato) са серия линейни кораби на Императорския флот на Япония. Всичко от проекта са построени 2 кораба: „Нагато“ (на японски: 長門, на английски: Nagato) и „Муцу“ (на японски: 陸奥, на английски: Mutsu). Първите в света бързоходни линейни кораби.

## История на създаването
Корабите от типа „Нагато“ се явяват първите напълно проектирани и построени в Япония линейни кораби. Те са създадени на основа на концепцията за бързоходните линкори.
Бързоходния линкор е същият линкор, както и супердредноута, но със скорост 25 възела и повече, към Втората световна война изискването за скорост се увеличава до 27 възела, при това много кораби достигат и 30 възела. Първият сред тях е типа „Нагато“ (европейците не знаят неговите истински скоростни характеристики и за това считат за първия бързоходен линкор „Дюнкерк“) който развива концепцията на „типа Куин Елизабет“ – за бързоходно крило на линейния флот. Характерната черта при тях е, че като гориво използват мазут, а не въглища. Това е последният тип линейни кораби от Първата световна война, тези кораби се строят и служат в течение на 34 години, повече, отколкото всеки друг тип линкор. Болшинството бързоходни линкори носят много мощни зенитни батареи, главният им калибър варира от 14“ до 18,1“, при това 15" и 16" се срещат най-често. По сравнение с „Куин Елизабет“ „Нагато“ има усилени артилерийско въоръжение (410-мм оръдия против 381-мм), хоризонтално брониране и увеличена скорост на хода (26,5 възела против 24 възела). Корпусът на „Нагато“ има развита система за противоторпедна защита.
Противоположната концепция на бързоходния линкор е американският „стандартен линкор“ с максимална скорост от 21 възела.

## Конструкция
Дължина на корпуса – 213,4 м, ширина – 29 м. Пълна водоизместимост преди модернизацията – 38 500 тона.

### Въоръжение
Артилерията на главния калибър се състои от осем 410-мм оръдия в четири кули (по две оръдия в кула). Две кули са разположени линейно-терасовидно на носа на кораба и две на кърмата. 410-мм оръдия се явяват увеличени версии на много сполучливото британско 381-мм оръдие Mk.I, ъгълът им на възвишение съставлява −5°/+30°. Далечината на стрелба с 1021-кг снаряд съставлява 163 кбт (30,2 км). Зареждането може да става при произволен ъгъл на възвишение до 20°. Спомагателен калибър – 20 140-мм оръдия. Характерната черта на линкорите от този тип е високата носова надстройка (на едни тя прилича на пагода, на други на главната кула на японски замък). През 1920 г. един от корабите „Нагато“ на изпитанията с лекота показва ход от 26,7 възела – колкото има линеен крайцер. По такъв начин, тези съдове стават първите представители на класа на съвременните бързоходни линейни кораби. Интересно е, че високата скорост на линкорите „Нагато“ успешно е скривана до 1945 година, счита се, че тяхната максимална скорост е равна на 23 възела.

### Брониране
Схемата на брониране е: основен брониран пояс по водолинията с максимална дебелина 305 мм – в района на погребите и машините в централната част на корпуса, изтъняващ по краищата до 100 мм. Горният пояс с дебелина 225 мм (150+50+25) върви от главната до средната палуба. Долен 152-мм подводен пояс закрива средната част на корпуса. Главният пояс е ограничен от вертикални траверси: носова – с дебелина 330 мм и кърмова с дебелина – 250 мм. Хоризонталното брониране включва две бронирани палуби – 69 и 50 мм, а също и допълнителна палуба на полубака с дебелина 25 мм, служеща като покрив на каземата на противоминната артилерия. Т.е. максималната дебелина на хоризонталната броня е 145 мм.
Челната броня на кулите на артилерията на главния калибър е с дебелина 305 мм и е разположена под ъгъл 40°. Бордовете на кулите са с дебелина 229 – 190 мм. Задната стена ка кулата има дебелина 190 мм. Покривът – 127 мм.
Бронирането на барбетите е изпълнено по следната схема: отвън – 305 мм, по борда – 305 мм, на местата, които се прикриват едно друго – 229 мм. Бронирането на кулите и барбетите е изпълнено от стомана VC.
Бойната рубка има дебелина на страничните стени 369 мм, а на покрива 102 мм.
Корабите също използват нова система на подводната защита, която успешно противостои на взрив от 200 кг (440 фунта) тротил при натурни изпитания.

## Модернизация
От 1933 до 1936 „Нагато“ и „Муцу“ преминават модернизация. В хода на работите на корабите са поставени бордови противоторпедни були и кърмови платформи. Ширината на корпуса нараства от 29 до 33 м. Напълно е заменена главната енергетична установка: вместо турбини с пряко предаване на въртенето са поставени турбозъбчати агрегати. Също са подменени нови парни котли вече с чисто нефтено отопление. Общото тегло на бронята е увеличено от 10 396 до 13 032 т (основно е усилено хоризонталното брониране). За разлика от своите предшественици, при които подобна замяна е съпроводена с чувствително увеличаване на мощността и скоростта, мощността тук почти не нараства, а максималната скорост пада от 26,7 до 25 възела. Максималният ъгъл на възвишение на артилерията на главния калибър се увеличава до 43°, а на противоминната артилерия до 35°. Броят на 140-мм оръдия е намален от 20 до 18 и са свалени всички торпедни апарати. Старите 80-мм зенитни оръдия са заменени със 127-мм установки (4×2). Поставени са 20 25-мм автомата. Монтиран е катапулт за пускане на хидросамолети.
Стандартната водоизместимост след модернизацията се увеличава от 32 700 до 39 200 т.

## Представители на проекта
| Название | Място на построяване      | Залагане          | Спускане на вода  | Влизане в строй     | Съдба                                      |
| -------- | ------------------------- | ----------------- | ----------------- | ------------------- | ------------------------------------------ |
| „Нагато“ | Арсенал на ВМС в Куре     | 28 август 1917 г. | 9 ноември 1919 г. | 25 ноември 1920 г.  | Потъва на 29 юли 1946 г. като кораб-мишена |
| „Муцу“   | Арсенал на ВМС в Йокосука | 1 юни 1918 г.     | 31 май 1920 г.    | 24 октомври 1921 г. | На 8 юни 1943 г. се взривява и потъва.     |

## История на службата
„Нагато“
Взема участие в сраженията при атола Мидуей и Залива Лейте.
Към края на войната линкорът е в небоеспособно състояние и се намира в Йокосука.
По време на изпитания на ядрено оръжие при атола Бикини е използван като кораб-мишена. На 29 юли 1946 г. по време на второто изпитание потъва.
„Муцу“
В битката при атола Мидуей линкорът влиза в главните сили на ескадрата на адмирал Ямамото но не предприема активни действия.
Участва в сраженията при източните Соломонови острови.
На 8 юни 1943 г. в Хирошимския залив на „Муцу“ се взривяват погребите на кърмовите кули. Основна причина за взрива е, най-вероятно, небрежност на екипажа. След взрива корабът се чупи на две части и потъва. От 1474 души на борда на „Муцу“ са спасени 353 човека.
През юли 1944 г. японците успяват да изпомпат от „Муцу“ 580 тона гориво, но не успяват да извадят кораба.

## Оценка на проекта
При влизането им в строй това са най-силните линкори и нито един кораб в света не може да се сравни с тях по такова съчетание от скорост, броня и мощ на залпа.
| Сравнителни характеристики на капиталните кораби, заложени в периода 1912 – 1917 г. | Сравнителни характеристики на капиталните кораби, заложени в периода 1912 – 1917 г. | Сравнителни характеристики на капиталните кораби, заложени в периода 1912 – 1917 г. | Сравнителни характеристики на капиталните кораби, заложени в периода 1912 – 1917 г. | Сравнителни характеристики на капиталните кораби, заложени в периода 1912 – 1917 г. | Сравнителни характеристики на капиталните кораби, заложени в периода 1912 – 1917 г. | Сравнителни характеристики на капиталните кораби, заложени в периода 1912 – 1917 г. | Сравнителни характеристики на капиталните кораби, заложени в периода 1912 – 1917 г. | Сравнителни характеристики на капиталните кораби, заложени в периода 1912 – 1917 г. | Сравнителни характеристики на капиталните кораби, заложени в периода 1912 – 1917 г. |
| ----------------------------------------------------------------------------------- | ----------------------------------------------------------------------------------- | ----------------------------------------------------------------------------------- | ----------------------------------------------------------------------------------- | ----------------------------------------------------------------------------------- | ----------------------------------------------------------------------------------- | ----------------------------------------------------------------------------------- | ----------------------------------------------------------------------------------- | ----------------------------------------------------------------------------------- | ----------------------------------------------------------------------------------- |
|                                                                                     | „Ринаун“                                                                            | „Худ“                                                                               | „Макензен“                                                                          | „Ерзац Йорк“                                                                        | „Куин Елизабет“                                                                     | „Байерн“                                                                            | „Исе“                                                                               | „Нагато“                                                                            | „Тенеси“                                                                            |
| Клас                                                                                | линеен крайцер                                                                      | линеен крайцер                                                                      | линеен крайцер                                                                      | линеен крайцер                                                                      | линеен кораб                                                                        | линеен кораб                                                                        | линеен кораб                                                                        | линеен кораб                                                                        | линеен кораб                                                                        |
| Година на залагане                                                                  | 1915                                                                                | 1916                                                                                | 1914                                                                                | 1916                                                                                | 1912                                                                                | 1914                                                                                | 1915                                                                                | 1917                                                                                | 1917                                                                                |
| Година на влизане в строй                                                           | 1916                                                                                | 1920                                                                                | —                                                                                   | —                                                                                   | 1915                                                                                | 1916                                                                                | 1917                                                                                | 1920                                                                                | 1920                                                                                |
| Стойност                                                                            |                                                                                     |                                                                                     | 66 милиона марки                                                                    | 75 млн марки                                                                        |                                                                                     | 49 млн марки                                                                        |                                                                                     |                                                                                     |                                                                                     |
| Водоизместимост нормална, т                                                         |                                                                                     |                                                                                     | 31 000                                                                              | 33 500                                                                              | 27 885                                                                              | 28 530                                                                              | 31 260                                                                              | 34 273,2                                                                            | 32 817                                                                              |
| Пълна, т                                                                            | 31 266,7                                                                            | 45 832,8                                                                            | 35 300                                                                              | 38 000                                                                              | 31 941                                                                              | 32 200                                                                              | 36 500                                                                              | 39 039                                                                              | 33 721                                                                              |
| Номинална мощност на СУ, к.с.                                                       | 112 000                                                                             | 144 000                                                                             | 90 000                                                                              | 90 000                                                                              | 56 000                                                                              | 35 000                                                                              | 45 000                                                                              | 80 000                                                                              | 28 900                                                                              |
| Скорост, възела                                                                     | 30                                                                                  | 31                                                                                  | 28                                                                                  | 27,3                                                                                | 23                                                                                  | 22                                                                                  | 23                                                                                  | 26,5                                                                                | 21                                                                                  |
| Далечина на плаване, мили (на скорост, възела)                                      | 3650 (10)                                                                           | 7500 (14)                                                                           | 8000 (14)                                                                           | 5500 (14)                                                                           | 4500 (10)                                                                           | 5000 (12)                                                                           | 9860 (14)                                                                           | 5500 (16)                                                                           | 8000 (10)                                                                           |
| Брониране, мм                                                                       |                                                                                     |                                                                                     |                                                                                     |                                                                                     |                                                                                     |                                                                                     |                                                                                     |                                                                                     |                                                                                     |
| Пояс                                                                                | 152                                                                                 | 305                                                                                 | 300                                                                                 | 300                                                                                 | 330                                                                                 | 350                                                                                 | 305                                                                                 | 305                                                                                 | 343                                                                                 |
| Кули, чело                                                                          | 280                                                                                 | 380                                                                                 | 300                                                                                 | 300                                                                                 | 330                                                                                 | 350                                                                                 | 305                                                                                 | 356                                                                                 | 406                                                                                 |
| Барбети                                                                             | 179                                                                                 | 305                                                                                 | 300                                                                                 | 300                                                                                 | 254                                                                                 | 350                                                                                 | 305                                                                                 | 305                                                                                 | 330                                                                                 |
| Рубка                                                                               | 254                                                                                 | 280                                                                                 | 350                                                                                 | 300                                                                                 | 280                                                                                 | 350                                                                                 | 305                                                                                 | 370                                                                                 | 406                                                                                 |
| Палуба                                                                              | 75 – 25                                                                             | 100 – 50                                                                            | 100 – 50                                                                            | 100 – 50                                                                            |                                                                                     | 100 – 60                                                                            | 76 – 32                                                                             | 69+50                                                                               | 89+25                                                                               |
| Въоръжение                                                                          |                                                                                     |                                                                                     |                                                                                     |                                                                                     |                                                                                     |                                                                                     |                                                                                     |                                                                                     |                                                                                     |
| Главен калибър                                                                      | 3×2×381 мм/42                                                                       | 4×2×381 мм/42                                                                       | 4×2×350 мм/45                                                                       | 4×2×380 мм/45                                                                       | 4×2×381 мм/42                                                                       | 4×2×380 мм/45                                                                       | 6×2×356 мм/45                                                                       | 4×2×410 мм/45                                                                       | 4×3×356 мм/50                                                                       |
| Спомагателен                                                                        | 17×102 мм/44 2×76 мм                                                                | 12×140 мм/50 4×102 мм/45 4×47 мм                                                    | 12×150 мм/45 8×88 мм/45                                                             | 12×150 мм/45 8×88 мм/45                                                             | 16×152 мм/45 2×76 мм                                                                | 16×150 мм/45 2×88 мм/45                                                             | 20×140 мм/50 4×76 мм                                                                | 20×140 мм/50 4×76 мм                                                                | 14×127 мм/51 4×76,2 мм                                                              |
| Торпедно въоръжение                                                                 | 2×533 мм ТА                                                                         | 6×533 мм ТА                                                                         | 5×600 мм ТА                                                                         | 3×600 мм ТА                                                                         | 4×533 мм ТА                                                                         | 5×600 мм ТА                                                                         | 6×533 мм ТА                                                                         | 8×533 мм ТА                                                                         | 2×533 мм ТА                                                                         |

| Характеристики главния калибър на линкорите от междувоенния период | Характеристики главния калибър на линкорите от междувоенния период | Характеристики главния калибър на линкорите от междувоенния период | Характеристики главния калибър на линкорите от междувоенния период | Характеристики главния калибър на линкорите от междувоенния период |
| Оръдие                                                             | 15″/42 Mark I                                                      | 16″/45 Mark I                                                      | 16″/45 Mark 1                                                      | 41 см/45 Type 03                                                   |
| ------------------------------------------------------------------ | ------------------------------------------------------------------ | ------------------------------------------------------------------ | ------------------------------------------------------------------ | ------------------------------------------------------------------ |
| Страна                                                             | Великобритания                                                     | Великобритания                                                     | САЩ                                                                | Япония                                                             |
| Калибър, мм                                                        | 381                                                                | 406                                                                | 406                                                                | 410                                                                |
| Дължина на ствола, калибри                                         | 42                                                                 | 45                                                                 | 45                                                                 | 45                                                                 |
| Година на разработване                                             | 1912                                                               | 1922                                                               | 1917                                                               | 1914                                                               |
| Година на приемане на въоръжение                                   | 1915                                                               | 1927                                                               | 1921                                                               | 1921                                                               |
| Кораб носител                                                      | „Ривендж“                                                          | „Нелсън“                                                           | „Колорадо“                                                         | „Нагато“                                                           |
| Маса на ствола, т                                                  | 101,6                                                              | 109,7                                                              | 107,0                                                              | 101,6                                                              |
| Тип укрепване на ствола                                            | тел                                                                | тел                                                                | цилиндри                                                           | тел                                                                |
| Живучест на ствола, изстрела                                       | 335                                                                | 200 – 250                                                          | 320                                                                | 250 – 300                                                          |
| Маса на бронебойния снаряд, кг                                     | 879                                                                | 929                                                                | 952                                                                | 1000                                                               |
| Начална скорост на снаряда, м/с                                    | 732 – 785                                                          | 788 – 797                                                          | 790 – 792                                                          | 790                                                                |
| Максимална далечина, км                                            | 33,38                                                              | 37,4 – 38,1                                                        | 31,36                                                              | 38,72                                                              |
| Бронепробиваемост (мм) на далечина (км)                            |                                                                    |                                                                    |                                                                    |                                                                    |
| борд (0 км)                                                        | 687                                                                |                                                                    |                                                                    |                                                                    |
| борд (9,144 км)                                                    | 422                                                                |                                                                    |                                                                    |                                                                    |
| борд (13,716 км)                                                   | 353                                                                | 366                                                                |                                                                    |                                                                    |
| палуба (22,86 км)                                                  | 121                                                                | 99                                                                 |                                                                    |                                                                    |
| палуба (27,43 км)                                                  | 145                                                                | 130                                                                |                                                                    |                                                                    |

Линкорите от типовете „Колорадо“, „Нагато“ и „Нелсън“, поради обстоятелствата, задълго стават най-силните линейни кораби в своите флоти.
| Сравнителни ТТХ на линейните кораби.                     |                |               |                        |
| характеристики                                           | „Колорадо“     | „Нагато“      | „Нелсън“               |
| Страна                                                   |                |               |                        |
| Година на въвеждане в строй                              | 1923           | 1921          | 1927                   |
| Размери Д×Ш×О                                            | 190,2×29,7×9,2 | 213,4×29×9,1  | 216,6×32,3×8,6         |
| Водоизместимост стандартна, т                            |                |               | 35 560                 |
| Водоизместимост нормална, т                              | 33 123         | 33 800        | 36 657                 |
| Водоизместимост пълна, т                                 | 34 129         | 38 500        | 38 873                 |
| Артилерия на главния калибър                             | 4×2×406-мм/45  | 4×2×406-мм/45 | 3×3×406-мм/45          |
| Спомагателна артилерия                                   | 12×127-мм/51   | 20×140-мм/50  | 6×2×152-мм/45          |
| Зенитна артилерия                                        | 4×76-мм/50     | 4×78-мм/40    | 6×120-мм/50 8×40-мм/40 |
| Торпедни апарати                                         | 2              | 8             | 2                      |
| Главен брониран пояс, мм                                 | 343            | 305           | 356 – 330              |
| Брониране на палубите, мм                                | 89+37          | 69+50         | 159 – 95               |
| Брониране на кулите на ГК – чело/борд/покрив, мм         | 457/254/127    | 305/230/127   | 406/279/184            |
| Барбети на кулите на ГК, мм                              | 330            | 305           | 381                    |
| Брониране на бойната рубки – стени/покрив, мм            | 406/203        | 369           | 356/165                |
| Противоторпедна защита — тротилов еквивалент, кг (фунта) | 181 (400)      | 200 (440)     | 340 (750)              |
| Енергетична установка, к.с. (скорост, възела)            | 28 900 (21)    | 80 000 (26,5) | 45 000 (23)            |

## Коментари
1. ↑  Транскрипцията на японските названия се дава според справочника на Апалков Ю. В.
2. ↑  Наречен в чест на провинцията в западната част на остров Хоншу, префектура Ямагучи. Виж Апалков Ю. В. С. 105.
3. ↑  Наречен в чест на провинцията в северната част на остров Хоншу, префектури Аомори и Ивате. Виж Апальков Ю. В. С. 104.
4. ↑  Всички данни са проектните към момента на влизането в строй.
5. ↑  В хода на бойните действия при всички кораби е значително усилена.